# Renfrew, Skottland
Renfrew är en ort i Storbritannien.   Den ligger i kommunen Renfrewshire och riksdelen Skottland, i den centrala delen av landet, 600 km nordväst om huvudstaden London. Renfrew ligger 7 meter över havet och antalet invånare är 19 894.
Terrängen runt Renfrew är platt österut, men västerut är den kuperad. Runt Renfrew är det mycket tätbefolkat, med 2 811 invånare per kvadratkilometer. Närmaste större samhälle är Glasgow, 8,4 km öster om Renfrew. Runt Renfrew är det i huvudsak tätbebyggt.